# Tajvan a 2018. évi téli olimpiai játékokon
Tajvan a dél-koreai Phjongcshangban megrendezett 2018. évi téli olimpiai játékok egyik részt vevő nemzete volt. Az országot az olimpián 2 sportágban 4 sportoló képviselte, akik érmet nem szereztek.

## Gyorskorcsolya
Férfi
| Versenyző       | Versenyszám | Eredmény | Helyezés |
| --------------- | ----------- | -------- | -------- |
| Sung Ching-yang | 500 m       | 35,86    | 34.      |
| Tai William     | 1500 m      | 1:50,63  | 34.      |

Női
| Versenyző     | Versenyszám | Eredmény | Helyezés |
| ------------- | ----------- | -------- | -------- |
| Huang Yu-ting | 500 m       | 38,98    | 22.      |
| Huang Yu-ting | 1000 m      | 1:16,44  | 20.      |
| Huang Yu-ting | 1500 m      | 2:18,84  | 26.      |

## Szánkó
| Versenyző  | Versenyszám | 1. futam | 1. futam | 2. futam | 2. futam | 3. futam | 3. futam | 4. futam | 4. futam | Összesítés | Összesítés |
| Versenyző  | Versenyszám | Idő      | Hely.    | Idő      | Hely.    | Idő      | Hely.    | Idő      | Hely.    | Idő        | Helyezés   |
| ---------- | ----------- | -------- | -------- | -------- | -------- | -------- | -------- | -------- | -------- | ---------- | ---------- |
| Lien Te-an | Férfi egyes | 52,121   | 39.      | 51,472   | 39.      | 50,545   | 40.      | kiesett  | kiesett  | 2:34,138   | 38.        |